# Edgar Platt Readman
Edgar Platt Readman, britanski general, * 1893, † 1980.